# Speyside whiskyrégió

A hat skót whisky-régió

A Speyside whiskyrégióban van a skóciai whiskylepárlók több mint fele. Tulajdonképpen ez a whiskyrégió. Olyan ez a régió a malt whiskeynek, mint Cognac a brandynek. A világ két legkeresettebb single malt whiskyje – The Glenlivet és Glenfiddich – innen származik. Nevezetesek még a Glenfarclas, Glen Grant, és The Macallan whiskyk.
Speyside a 19. században indult virágzásnak, amikor a skót whisky viharos gyorsasággal elterjedt a világon. A Speyside whiskyk viszonylag finom karaszterisztikája alkalmassá tette őket hogy szódavízzel keverve része legyen az úri és katonatiszti klubok életének. Egyedül az 1890-es években 21 lepárló épült. Jellegüket tekintve a finom, virágos jellegtől (Knockando, Cardhu) az összetettebb, nehezebb, sherry-jellegűekig (Mortlach, The Macallan) terjednek.

## Speyside single malt whiskyk
- Aberlour Single Malt
- Aultmore Single Malt
- Balmenach Single Malt
- Balvenie
- Benriach Single Malt
- Benromach Single Malt
- Cardhu Single Malt
- Cragganmore
- Dailuaine
- Dufftown Single Malt
- Glendronach Single Malt
- Glendullan Single Malt
- Glenfarclas Single Malt
- Glenfiddich
- Glen Grant
- Glen Keith Single Malt
- The Glenlivet
- The Glenrothes
- Glentauchers Single Malt
- Glen Elgin
- Glen Moray
- Imperial Single Malt
- Inchgower Single Malt
- Knockando
- Linkwood Single Malt
- Lismore Single Malt
- Longmorn Single Malt
- The Macallan
- McClelland's Speyside
- Miltonduff Single Malt
- Mortlach Single Malt
- Speyburn Single Malt
- The Speyside
- Strathisla Single Malt
- Tamnavulin Glenlivet Single Malt
- Tamdhu
- Tomintoul Single Malt
- Tormore Single Malt